# Kauko Pöyhönen
Kauko Ilmari Pöyhönen, född 3 mars 1918 i Petrograd i Ryssland, död 22 april 1970 i Bardu i Norge, var en finländsk militär. 
Pöyhönen inskrevs 1935 i Viborgs skyddskår och inledde 1938 sin värnpliktstjänstgöring; deltog i vinterkriget som kompanichef vid en utbildningscentral och vid avdelta bataljonen 42 (Er.P 42) 1940. Under fortsättningskriget var han kompanichef i Jägarbrigaden, utbildare för tyska trupper (1943–1944), stabschef i Jägarbrigaden och chef för operativa byrån i Pansarbrigaden 1944–1945. 
Efter kriget tjänstgjorde Pöyhönen vid huvudstaben genomgick Krigshögskolan 1949–1951 och var bataljonskommendör, chef för huvudstabens mobiliseringsbyrå, militärattaché i Moskva 1959–1962 och slutligen kanslichef med generallöjtnants grad vid försvarsministeriet 1968–1970. Han omkom i en helikopterolycka under ett officiellt besök i Norge.